# Tillandsia 'Katie Styer'
Tillandsia 'Katie Styer' es un cultivar híbrido del género Tillandsia perteneciente a la familia Bromeliaceae.
Es un híbrido creado en el año 1992 con las especies Tillandsia capitata (rojo)  × Tillandsia  streptophylla.